# 3466 Ritina
3466 Ritina (1975 EA6) là một tiểu hành tinh vành đai chính được phát hiện ngày 6 tháng 3 năm 1975 bởi N. Chernykh ở Nauchnyj.